# José Ramón Guizado Valdés
José Ramón Guizado Valdés (ur. 15 października 1899, zm. 2 listopada 1964) – panamski polityk Narodowej Koalicji Patriotycznej.
Guizado sprawował urząd II wiceprezydenta Panamy od 1949 do 1951 oraz urząd I wiceprezydenta od 1951 do 1955. Na tym stanowisku zastąpił zamordowanego w trakcie wyścigów konnych prezydenta Jose Remona. Krótko jednak pełnił funkcję prezydenta: został oskarżony o udział w zabójstwie Remona i w 1955 trafił do więzienia. W 1957 został uniewinniony, po czym emigrował.